# 卡梅伦·普罗瑟
卡梅伦·普罗瑟（英語：Cameron Prosser，1985年3月7日—），生于墨尔本，澳大利亚男子游泳运动员，主攻自由泳。他曾代表澳大利亚参加2010年英联邦运动会游泳比赛，获得一枚金牌。